# Chorinaeus pectinatus
Chorinaeus pectinatus là một loài tò vò trong họ Ichneumonidae.